# توم ليمان
توم ليمان (بالألمانية: Tom Lehmann)‏ هو مجدف ألماني، ولد في 4 ديسمبر 1987 في روستوك في ألمانيا.

## وصلات خارجية
- توم ليمان على موقع الاتحاد الدولي للتجديف (الإنجليزية)
- توم ليمان على موقع اللجنة الأولمبية الدولية (الإنجليزية)
- توم ليمان على موقع أوليمبيديا (الإنجليزية)